# Technics
Technics (en japonés: Tekunikusu テクニクス) es una marca de la empresa japonesa Panasonic, compañía que produce una gran variedad de productos electrónicos. Fundada en Japón en 1965, se presentó como una marca para altavoces y, posteriormente, fue ampliando su gama con la comercialización de tocadiscos, amplificadores, receptores, reproductores de cintas, reproductores de CD y altavoces.
Se concibió originalmente como una línea de equipos de audio de alta calidad para competir contra compañías como Nakamichi, pero la mayoría de sus electrodomésticos fueron renombrados como Panasonic a partir de 2002 (excepto en Japón, donde la marca es aún popular). Equipos para DJ, pianos electrónicos y sistemas de alta fidelidad son algunas productos Technics, que se vuelven a vender en los Estados Unidos y Europa tras su relanzamiento en septiembre del 2014.

## Nombre
Technics es un término inglés equivalente a "artes útiles", que se distingue de las artes escénicas y bellas artes.

## Historia
El nombre Technics fue presentado como una marca para altavoces de alta calidad, comercializados en Japón por Matsushita en 1965. El nombre llegó a la fama con la generalización de las ventas internacionales de tocadiscos de tracción directa. En 1969, se presentó el SP-10, el primer tocadiscos de tracción directa para el mercado profesional, y en 1971, el SL-1100 para consumidores domésticos. El SL-1100 fue utilizado por el influyente DJ Kool Herc para el primer sistema de sonido que creó después de emigrar desde Jamaica a Nueva York. Este último modelo fue el predecesor del SL-1200 que, como el mejorado SL-1200 MK2, se convirtió en un tocadiscos ampliamente utilizado por los DJs. El SL-1200 MK2 es un equipo sólido e incorpora un control de velocidad que mantiene la velocidad constante y la variabilidad en baja velocidad, por lo que resultó una popular herramienta para los DJ.
El SL-1200 siguió evolucionando con la serie M3D, seguido por la serie MK5 en 2003. 
Originalmente creado por Panasonic para mostrar sus ofertas de alta gama, a principios de los años 1980 Technics terminó ofreciendo toda una gama de equipos de diferentes calidades.
Matsushita retiró el nombre Technics casi por completo a comienzos de 2000. En 2003 la marca solo comercializaba la serie 1200 de tocadiscos, pianos digitales y otros accesorios para DJ que se comercializaban mayoritariamente en Estados Unidos y Europa. Finalmente a mediados de noviembre de 2010, Panasonic tuvo que anunciar que ya no se fabricarían más tocadiscos bajo la marca Technics. La marca japonesa justificó este hecho diciendo que era imposible luchar contra las ventajas que ofrecía la música digital y que además cada vez se les hacía más difícil fabricar los tocadiscos porque las piezas ya no se conseguían debido a que se iban dejando de fabricar por parte de quienes se las proveían. Lo único que Panasonic ofreció bajo la marca Technics son los auriculares profesionales para DJ.
El modelo 1210 es a menudo considerado como el «estándar» en el sector de tocadiscos para DJ. Su torque y robusta construcción lo convierten en la elección habitual de clubes como un estándar que evita a los DJ la necesidad de transportar sus propios equipos.
Como se acercaba su 50⁰ aniversario en 2015, la marca Technics planeó renacer, a través de muchos años de evolución, como la combinación por excelencia de la tecnología de sonido tradicional y la tecnología digital avanzada de Panasonic. A través de la nueva Technics, Panasonic llevará a los fanáticos expertos de la música y del audio en todo el mundo un nivel de asombro e inspiración completamente nuevo, al ofrecer sonidos auténticos y fieles a la intención original de los artistas. Amplificadores y Parlantes de última generación son el espolón de proa del que Technics dispone como carta de reintroducción.

## Otros equipos notables
Mediados de los 70:

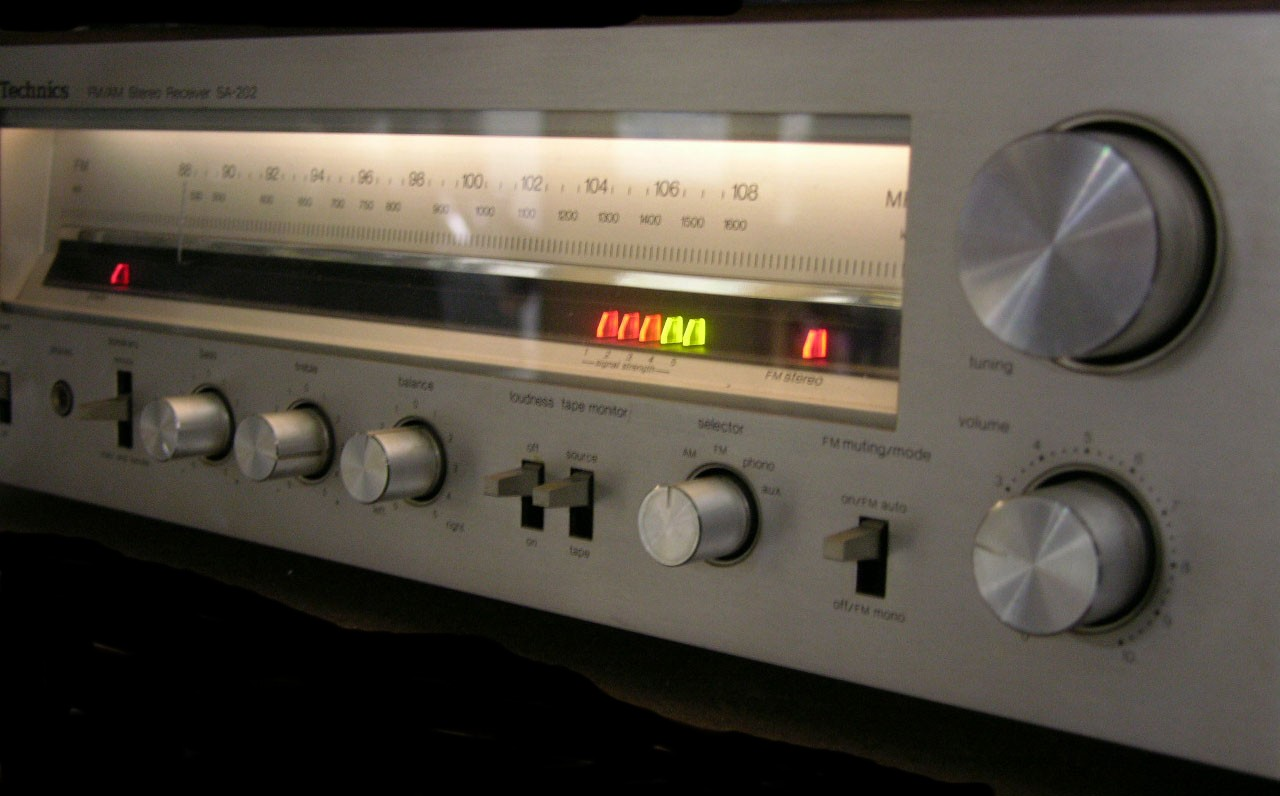
Típico receptor SA-202 (hacia 1980)

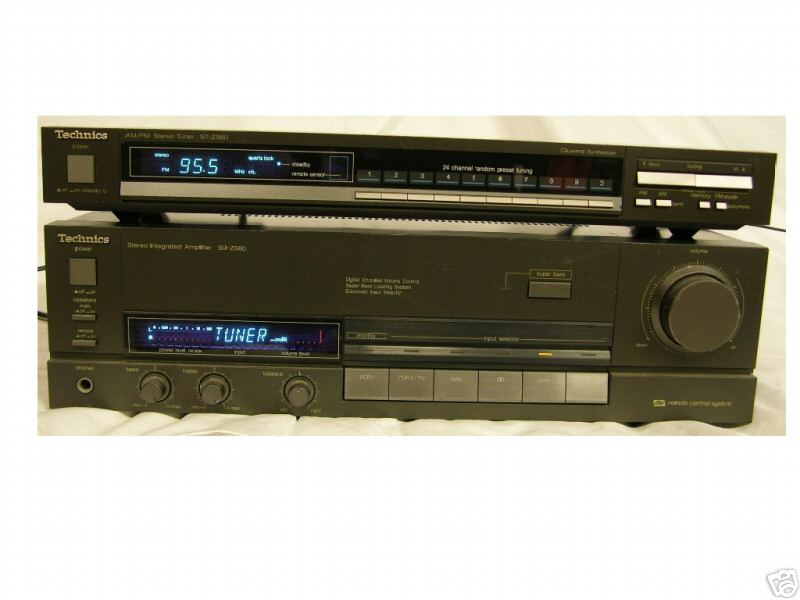
Amplificador estéreo SU-Z980 de 120 vatios, y sintonizador ST-Z980 AM/FM (mediados de la década de 1980)

- SA-8500X El mayor receptor cuadrafónico jamás construido con técnicas integradas de demodulación CD4.
- RS-858US Reproductor/grabador cuadrafónico de 8 pistas
- SH-3433 Audioscope cuadrafónico de 4 canales

Finales de los 70:
- RS-1500/1700 Serie de casetes de carrete abierto
- SA-400/600/800/1000 Receptores
- Nueva clase A Amplificadores de gran potencia de salida que incorporaron la característica SE-A1 / SE-A3.

Principios de los 80:
- SU-V2, SU-V3, V4, V5, V6, V7, V8 y V9 Amplificadores integrados estéreo de bajísima distorsión armónica total THD.
- SE-A3MK2 SE-A5 SE-A5MK2 SE-A7 SE-A900SM2 Amplificadores de potencia y preamplificadores SU-A1010, SU-A909,

SU-A900DM2 y A6MK2 SU-A8.
- SV-P100 Grabadora de audio digital (utilizando cintas de VHS). También disponible como SV-100, un adaptador PCM autónomo que requiere un VCR por separado;
- RS-M240X Reproductor de cintas con reducción de ruido dbx
- SL-V5 Tocadiscos vertical con comando directo, y el seguimiento lineal

Década de los 90:
- SA-DX Potentes amplificadores de alta fidelidad,receptores mainstream, receptores DSP Dolby Digital Pro Logic.
- SA-GX Línea de amplificadores-recibidores CLASE A de alta fidelidad,Dolby Pro Logic II y muy baja distorsión armónica total.
- SH-GE70 Ecualizador digital.
- SH-GE90 Procesador de sonido digital.
- SL-1200MK2 Tocadiscos de plato de cuarzo y de tracción directa. Muy utilizado en pubs y discotecas de todo el mundo.

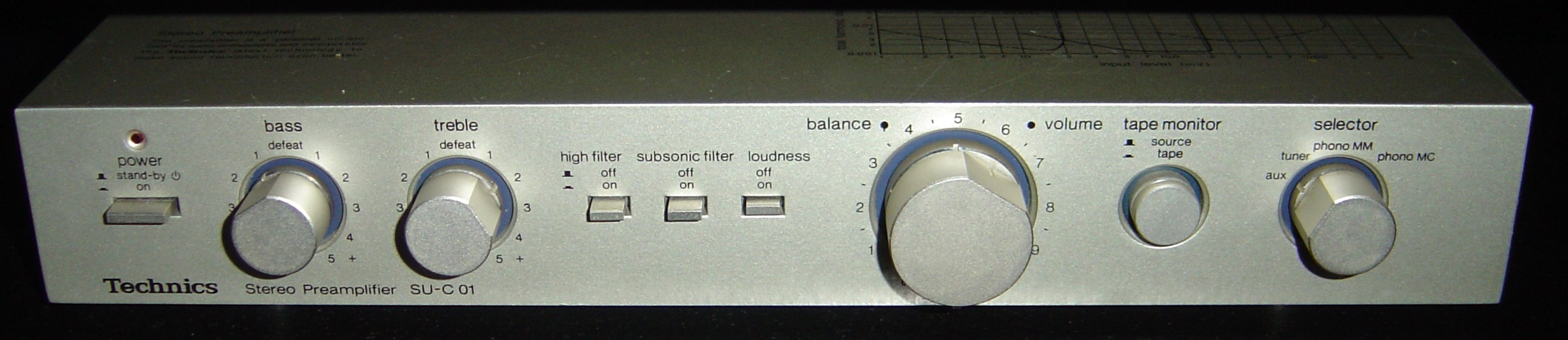
Preamplificador estéreo Technics SU-C01 (1979)